# Gerald Heres
Gerald Heres (* 1940 in Magdeburg) ist ein deutscher Klassischer Archäologe.
Gerald Heres studierte an der Universität Leipzig Klassische Archäologie und wurde dort 1966 promoviert. Zunächst arbeitete er an der Berliner Antikensammlung, ab 1977 an den Staatlichen Kunstsammlungen Dresden. Seine Promotion B erfolgte 1986 an der TU Dresden. Von 1992 bis 2002 war er Direktor der Kunstbibliothek der Staatlichen Kunstsammlungen Dresden.
Verheiratet ist er mit der Archäologin Huberta Heres.

## Veröffentlichungen (Auswahl)
- Römische Bildlampen der frühen Kaiserzeit in den Staatlichen Museen zu Berlin. Dissertation Leipzig 1966.
- Die punischen und griechischen Tonlampen der Staatlichen Museen zu Berlin. Akademie-Verlag, Berlin 1971.
- Die römischen Bildlampen der Berliner Antiken-Sammlung. Akademie-Verlag, Berlin 1972.
- Museum Bellorianum. Antikenbesitz eines römischen Archäologen im 17. Jahrhundert; Ausstellung im Alten Museum, 9. November 1973 – 13. Januar 1974. Staatliche Museen, Berlin 1973.
- mit Gerhard Femmel: Die Gemmen aus Goethes Sammlung. E. A. Seemann, Leipzig 1977.
- Griechische Vasenmalerei (= Seemann Kunstmappe). E. A. Seemann, Leipzig 1984.
- Winckelmann in Sachsen. Beiträge zur Biographie Johann Joachim Winckelmanns und zur Dresdener Kulturgeschichte des mittleren 18. Jahrhunderts. Dissertation B Technische Universität Dresden 1986.
- Corpus Speculorum Etruscorum. Deutsche Demokratische Republik. Band 1 Berlin, Staatliche Museen, Antikensammlung. Akademie-Verlag, Berlin 1986, ISBN 3-05-000130-5.
- Corpus Speculorum Etruscorum. Deutsche Demokratische Republik. Band 2 Dresden, Staatliche Kunstsammlungen, Skulpturensammlung; Leipzig, Museum des Kunsthandwerks; Gotha, Schlossmuseum; Jena, Friedrich-Schiller-Universität. Akademie-Verlag, Berlin 1987, ISBN 3-05-000131-3.
- Dresdener Kunstsammlungen im 18. Jahrhundert. E. A. Seemann, Leipzig 1991, ISBN 3-363-00464-8.

| Personendaten    | Personendaten                     |
| ---------------- | --------------------------------- |
| NAME             | Heres, Gerald                     |
| KURZBESCHREIBUNG | deutscher Klassischer Archäologin |
| GEBURTSDATUM     | 1940                              |
| GEBURTSORT       | Magdeburg                         |